# Titan FTP Server
Titan FTP Server ist ein File Transfer Protocol (FTP)-Server für das Betriebssystem Windows. Titan wurde 2003 von South River Technologies entwickelt und im deutschsprachigen Raum von Meco SystemHaus vermarktet.
Seit 2006 ist der Server mit Weboberfläche, FTP-Zugang und SFTP erhältlich. Titan FTP Server unterstützt auch SSL.
Titan FTP Server ist einer der von Cisco für die Sicherung der Cisco Unified Communications Suite zugelassenen Server neben Cygwin und OpenSSH.